# Margaret Hamilton
Margaret Heafield Hamilton (Paoli (Indiana), 17 augustus 1936) is een Amerikaans informaticus en systeemkundige. Ze was directeur van de afdeling voor software engineering van MIT die Colossus ontwikkelde, de boordsoftware voor het Apollo-programma. In 1986 richtte ze Hamilton Technologies op. Op 22 november 2016 ontving Hamilton de Presidential Medal of Freedom uit handen van de Amerikaanse president Barack Obama voor de Apollo-boordsoftware.

## Biografie
Margaret Heafield werd geboren in Paoli (Indiana). In 1954 ging ze wiskunde studeren aan de Universiteit van Michigan en in 1958 haalde ze haar bachelordiploma met bijvak filosofie. Korte tijd gaf ze wiskunde- en Franse les aan een middelbare school, terwijl haar echtgenoot aan Harvard studeerde. Hamilton verhuisde naar Boston (Massachusetts) om daar verder te studeren in zuivere wiskunde aan de Brandeis-universiteit.
In 1960 werkte ze bij MIT om voor de meteoroloog Edward Lorenz op computers van Marvin Minsky software te ontwikkelen voor weersvoorspelling. Hamilton schreef dat informatica en haar toepassing-software-engineering toen nog geen zelfstandige disciplines waren en dat programmeurs in de praktijk leerden.
Van 1961 tot 1963 programmeerde Hamilton mee aan de software voor de eerste AN/FSQ-7-computer (de XD-1) om naar vijandige vliegtuigen te zoeken in het Semi-Automatic Ground Environment-project van Lincoln Lab (MIT). Dit SAGE-project was een uitbreiding van het Whirlwind-project van MIT om een computersysteem te ontwikkelen dat weersystemen kon voorspellen en volgen met simulatoren. SAGE werd al gauw doorontwikkeld voor luchtafweer tegen mogelijke Sovjet-aanvallen tijdens de Koude Oorlog.

### NASA

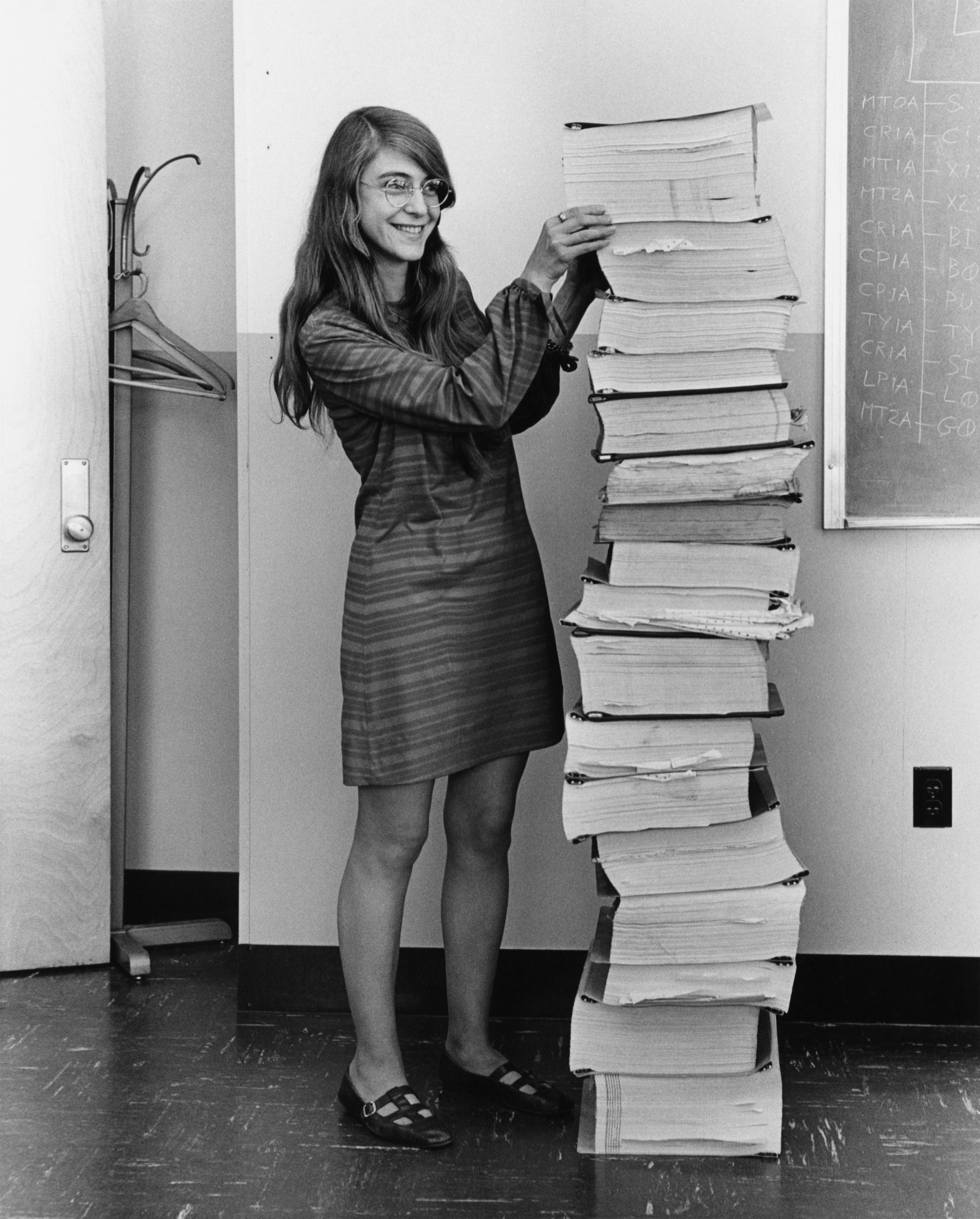
Hamilton naast de stapel navigatiesoftware die zij met haar team bij MIT voor het Apollo-project produceerde.

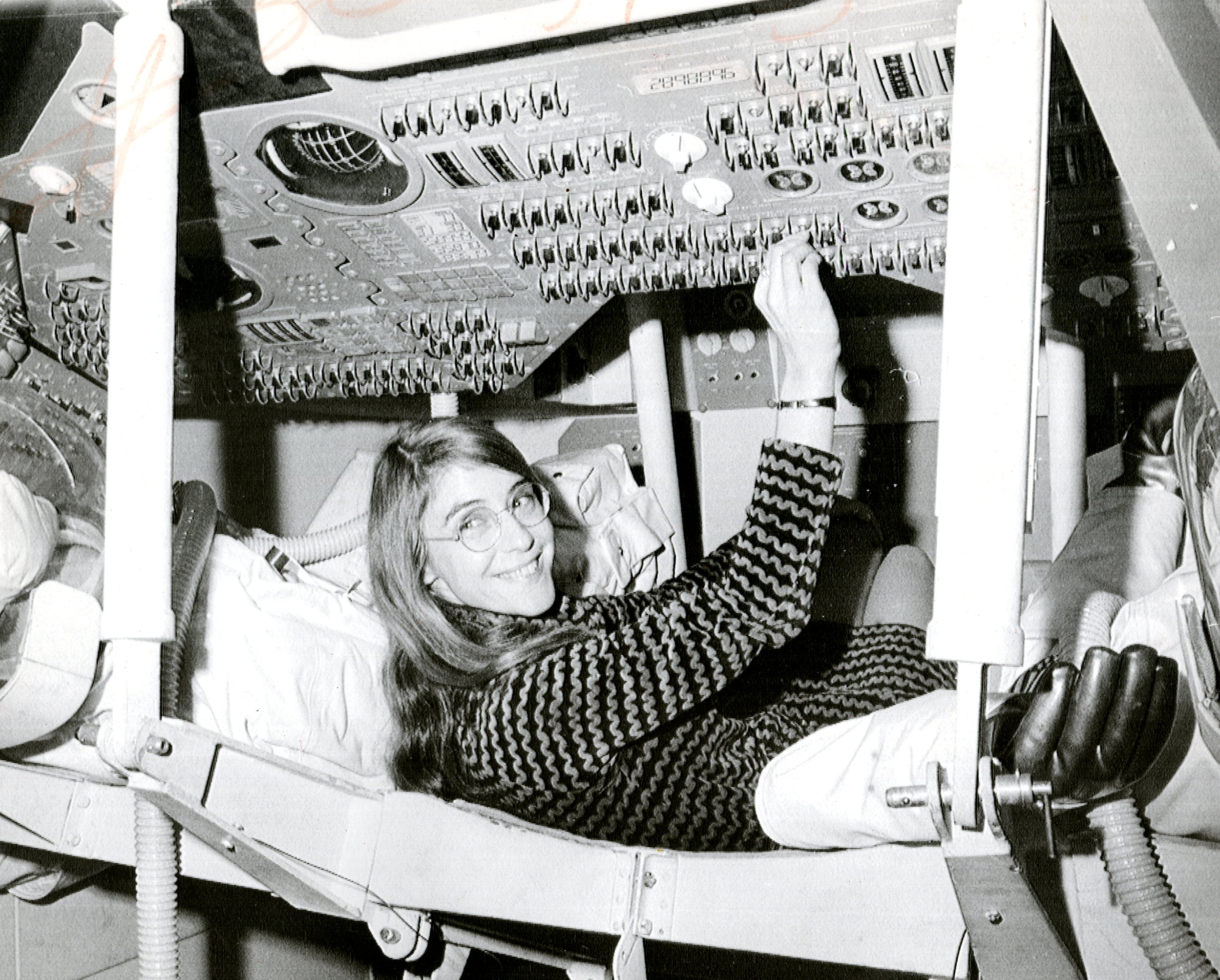
Hamilton als hoofdontwikkelaar van de navigatiesoftware voor de Apollo-vluchten.

Na het SAGE-project kwam Hamilton terecht bij het Charles Stark Draper Laboratory van MIT dat toen werkte aan het Apollo-programma. Uiteindelijk leidde Hamilton de groep die de software voor Apollo en Skylab schreef. Hamiltons team was verantwoordelijk voor de in-flight software, met algoritmes van de senior-programmeurs voor de Apollo-hoofdmodule, de maanlander en Skylab. Een ander deel van het team ontwierp en ontwikkelde de software voor foutdetectie en gegevensherstel met onder andere de Priority Displays van Hamilton zelf.

### Zakenleven
Van 1976 tot 1984 was Hamilton directeur van Higher Order Software (HOS), dat ze mede had opgericht. Met HOS wilde Hamilton op grond van haar ervaringen aan MIT ideeën over foutentolerantie en het voorkomen van fouten verder ontwikkelen. Hamilton verliet het bedrijf in 1985. In maart 1986 richtte ze Hamilton Technologies op om haar Universal Systems Language (USL) toe te passen met de 001 Tool suite.

### Privé
Hamilton trouwde aan het eind van de jaren vijftig. Haar enig kind Lauren Hamilton is actrice. Hamilton is uiteindelijk gescheiden.

## Invloed
Toen Hamilton de term "software engineering" invoerde, werd dit vakgebied niet als wetenschap gezien en niet even serieus genomen als andere soorten toegepaste wetenschap. Hamilton gebruikte de term "software engineering" tijdens de eerste Apollo-missies om programmatuur dezelfde status te geven als andere disciplines zoals hardware engineering.

## Prijzen
- In 1986 ontving Hamilton de Augusta Ada Lovelace Award van de Association for Women in Computing.[3]
- In 2003 ontving ze van NASA de Exceptional Space Act Award voor wetenschappelijke en technische bijdragen. De prijs bestond onder andere uit een bedrag van 37.200 dollar, het hoogste bedrag dat ooit door NASA aan iemand is gegeven.[9][10]
- In 2009 ontving ze de Outstanding Alumni Award van Earlham College.[3]
- In 2016 ontving Hamilton de Presidential Medal of Freedom, de hoogste onderscheiding voor burgers van de Verenigde Staten.[11][12]

## Publicaties
- M. Hamilton (1994), "Inside Development Before the Fact", Electronic Design, april 1994
- M. Hamilton (1994), "001: A Full Life Cycle Systems Engineering and Software Development Environment," Electronic Design, juni 1994
- M. Hamilton en W.R. Hackler (2004), Deeply Integrated Guidance Navigation Unit (DI-GNU) Common Software Architecture Principles, Picatinny Arsenal, NJ, 2003–2004
- M. Hamilton en W. R. Hackler (2007), "Universal Systems Language for Preventative Systems Engineering", Stevens Institute of Technology, maart 2007
- M. Hamilton en W. R. Hackler (2007), "A Formal Universal Systems Semantics for SysML", INCOSE 2007, San Diego, juni 2007
- M. Hamilton en W. R. Hackler (2008), "Universal Systems Language: Lessons Learned from Apollo", IEEE Computer, december 2008

- Association for Computing Machinery: 81502669990
- Biblioteca Nacional de España: XX6291340
- Bibliothèque nationale de France: cb17826185v (data)
- Catàleg d'autoritats de noms i títols de Catalunya: 981058620163006706
- DBLP: 72/4181
- Gemeinsame Normdatei: 1203402279
- International Standard Name Identifier: 0000 0004 5404 384X
- Library of Congress Control Number: no2015153151
- Nationale Bibliotheek van Polen: a0000003522313
- Virtual International Authority File: 117145003297761300086
- WorldCat: E39PBJrgGRFP9y4BqjkGJgCbBP